# Він приїхав у День всіх святих (фільм, 2007)
«Він приїхав у День всіх святих» (фр. Le voyageur de la Toussaint) — французький телевізійний драматичний фільм 2007 року, поставлений режисером Філіппом Лайком за однойменним романом Жоржа Сіменона. Ремейк однойменного фільму 1943 року режисера Луї Дакена.

## Сюжет
Глазго, 1953 рік. Жилю Мовуазену ледве виповнилося 20 років, коли його батьки, з якими він давав магічні шоу в маленьких кабаре, загинули в автокатастрофі… Через три тижні, напередодні Дня всіх святих, юнак приїжджає в Дюнкерк, сподіваючись знайти там свою рідню. Там він зі здивуванням розуміє, що вони також шукали його. Дядько Жиля Октав, власник верфі та більшості міських промислових підприємств, помер чотири місяці тому і призначив його за заповітом єдиним спадкоємцем своїх статків. Та, незабаром Жиль виявляє, що ця спадщина призведе до важких наслідків…

## У ролях
| • Рено Сестр         | … | Жиль Мовуазен   |
| • Данієль Лебрюн     | … | Жеральдін Елой  |
| • Мішель Дюшоссуа    | … | Плантель        |
| • Анн Косенс         | … | Колетт Мовуазен |
| • Анна-Софі Германаз | … | Аліса           |
| • Жан-Луї Фулкье     | … | Бабен           |
| • Франсуаза Арнуль   | … | мадам Ріке      |
| • Міріам Буайє       | … | Жажа            |
| • Данієль Мартен     | … | Лепар           |
| • Бронтіс Ходоровскі | … | доктор Соваже   |

## Знімальна група
- Автор сценарію — Марк Сіменон, Філіпп Лайк, Жан Самуйян (за романом Жоржа Сіменона «Він приїхав у День всіх святих», 1941)
- Режисер-постановник — Філіпп Лайк[fr]
- Продюсер — Мішель Вірмузен
- Оператор — Ален Левент
- Композитор — Роланд Романеллі
- Монтаж — Жан-Поль Гассон
- Художник-постановник — Джиммі Ванстенкісте
- Художник з костюмів — Домінік Комбельє
- Звук — Філіпп Фаббрі
- Підбір акторів — Елен Бернардін